# Rose Philippine Duchesne
Rose Philippine Duchesne, född 29 augusti 1769 i Grenoble, död 18 november 1852 i Saint Charles, Missouri, var en fransk romersk-katolsk nunna. Hon vördas som helgon i Romersk-katolska kyrkan, med minnesdag den 18 november.
Duchesne tillhörde initialt Marie Besöks-orden, men övergick år 1804 till Jesu heliga hjärtas kongregation. År 1818 reste hon tillsammans med några medsystrar till USA för att där grunda kongregationens första moderhus. Duchesne var, tillsammans med Madeleine-Sophie Barat, en av de tongivande personerna inom Jesu heliga hjärtas kongregation.

## Bilder
| - Shrine of St. Rose Philippine Duchesne i Saint Charles, Missouri. |